# 龍王町
龍王町（日语：／ Ryūō chō */?）是位於日本滋賀縣南部的行政區劃。轄區西側為鏡山，東半部為平原。

## 歷史
過去在令制國時代屬於近江國蒲生郡，在江戶時代分屬分屬郡山藩、仁正寺藩、川越藩、尾張藩、宮津藩山上藩、峰山藩，其中也有屬於幕府直屬領或是旗本的領地，而此地的幕府直屬領及旗本領則是由位於滋賀郡大津的大津奉行負責管理。
19世紀末明治維新後，原先的幕府直屬領及旗本領先後改隸屬大津裁判所及大津縣，其他原本屬於各藩的區域則在1871年實施廢藩置縣後，改隸屬郡山縣、西大路縣、川越縣、名古屋縣、宮津縣、山上縣、峰山縣；不過在僅四個月之後的府縣整併中，郡內全數區域都被併入大津縣，而大津縣又在一個月後更名為滋賀縣。
1889年日本實施町村制，現在的龍王町轄區在當時分屬位於西部的鏡山村和位於東部的苗村；兩個村於1955年合併為龍王町。

### 變遷表
| 1889年4月1日 | 1889年 - 1912年 | 1912年 - 1944年 | 1945年 - 1954年 | 1955年 - 1989年            | 1989年 - 現在              | 現在                       |
| ------------ | --------------- | --------------- | --------------- | -------------------------- | -------------------------- | -------------------------- |
| 鏡山村       | 鏡山村          | 鏡山村          | 鏡山村          | 1955年4月29日 合併為龍王町 | 1955年4月29日 合併為龍王町 | 1955年4月29日 合併為龍王町 |
| 苗村         |                 |                 |                 | 1955年4月29日 合併為龍王町 | 1955年4月29日 合併為龍王町 | 1955年4月29日 合併為龍王町 |

## 行政

### 歴任首長
| 屆         | 姓名       | 上任日期      | 卸任日期      | 備註 |
| ---------- | ---------- | ------------- | ------------- | ---- |
| 1          | 森島喜一郎 | 1955年5月     | 1959年5月     |      |
| 2          | 村地外吉   | 1959年5月     | 1963年5月     |      |
| 3          | 村地外吉   | 1963年5月     | 1967年5月     |      |
| 4          | 村地外吉   | 1967年5月     | 1971年5月     |      |
| 5          | 村地外吉   | 1971年5月     | 1973年5月     |      |
| 6          | 平田氏松   | 1973年6月     | 1977年6月     |      |
| 7          | 平田氏松   | 1977年6月     | 1981年6月     |      |
| 8          | 森嶋正雄   | 1981年6月     | 1984年5月     |      |
| 9          | 井上三郎彥 | 1984年6月24日 | 1988年6月23日 |      |
| 10         | 井上三郎彥 | 1988年6月24日 | 1992年6月23日 |      |
| 11         | 福島茂     | 1992年6月24日 | 1996年6月23日 |      |
| 12         | 福島茂     | 1996年6月24日 | 2000年6月23日 |      |
| 13         | 福島茂     | 2000年6月24日 | 2004年6月23日 |      |
| 14         | 山口喜代治 | 2004年6月24日 | 2008年6月23日 |      |
| 15         | 竹山秀雄   | 2008年6月24日 | 2012年6月23日 |      |
| 16         | 竹山秀雄   | 2012年6月24日 | 2016年6月23日 |      |
| 17         | 西田秀治   | 2016年6月24日 | 2020年6月23日 |      |
| 18         | 西田秀治   | 2020年6月24日 | 2024年6月23日 |      |
| 19         | 西田秀治   | 2024年6月24日 | 現任          |      |
| 參考資料： |            |               |               |      |

## 交通
轄內沒有鐵路通過，距離最近的鐵路車站為位於近江八幡市和野洲市的近江八幡車站、篠原車站、野洲車站，可再經由近江鐵道巴士的客運路線進入町內。
名神高速公路也以東西向貫穿轄區中部，並設有龍王交流道。

### 公路
- 名神高速公路：（東近江市） - 龍王交流道 - （湖南市）

## 觀光資源
三井奧特萊斯購物城在名神高速公路龍王交流道出口旁設有三井奧特萊斯購物城滋賀龍王，每年吸引約四百萬人次前來。
參考近江八景，龍王町也選出了「龍王八景」：

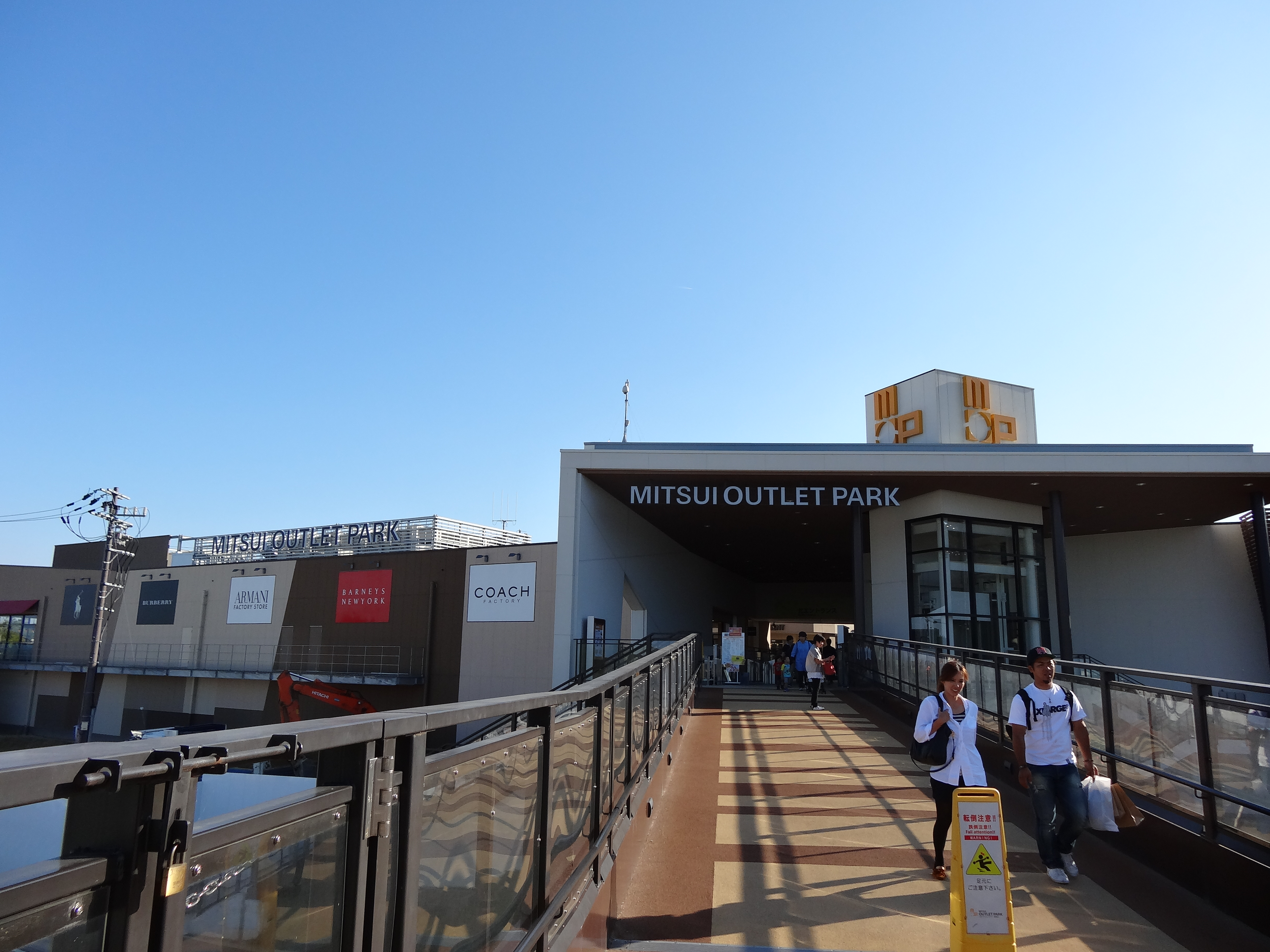
三井奧特萊斯購物城滋賀龍王
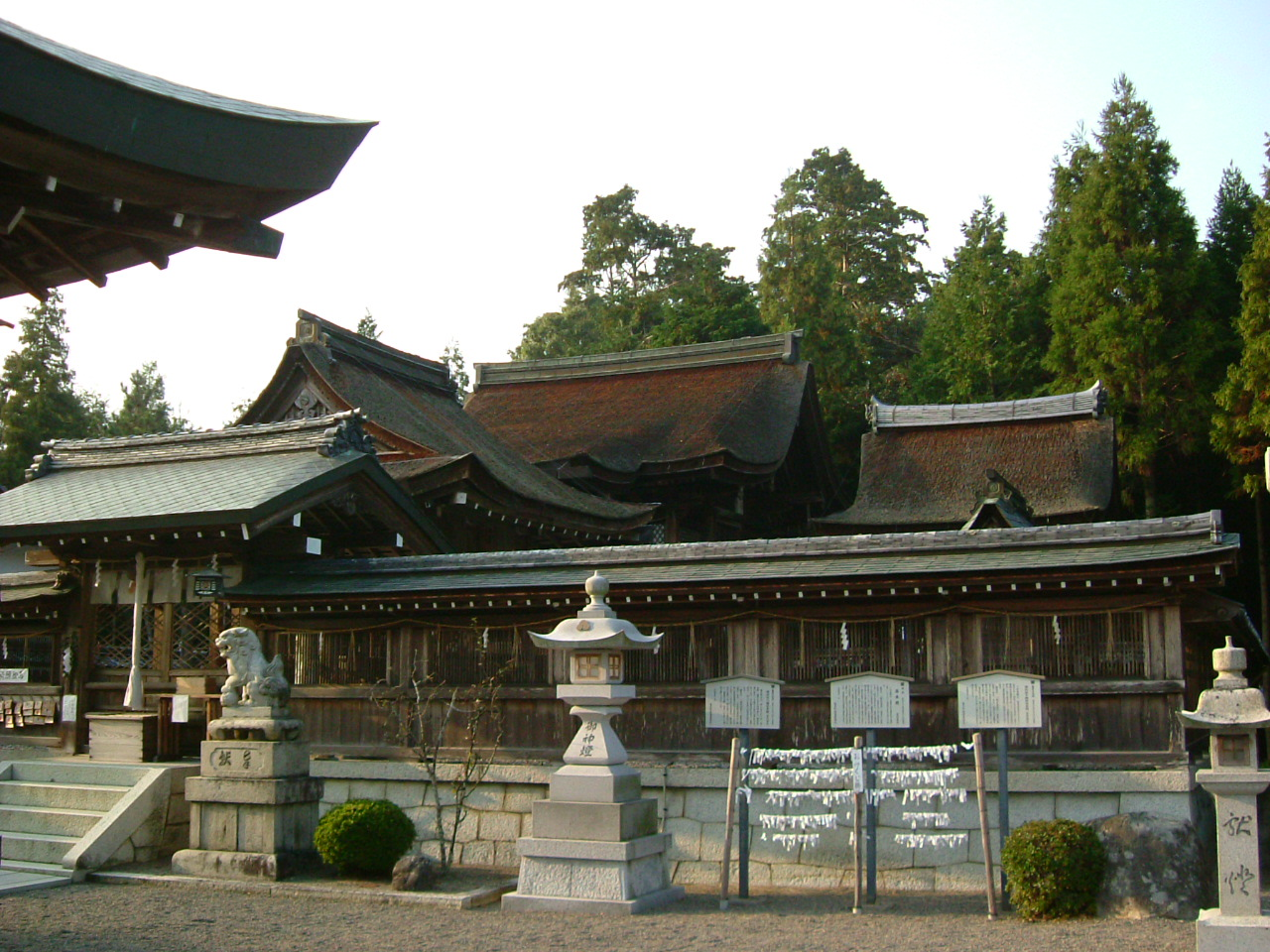
苗村神社
- 牟礼公園
- 石部神社
- 新池與鏡山
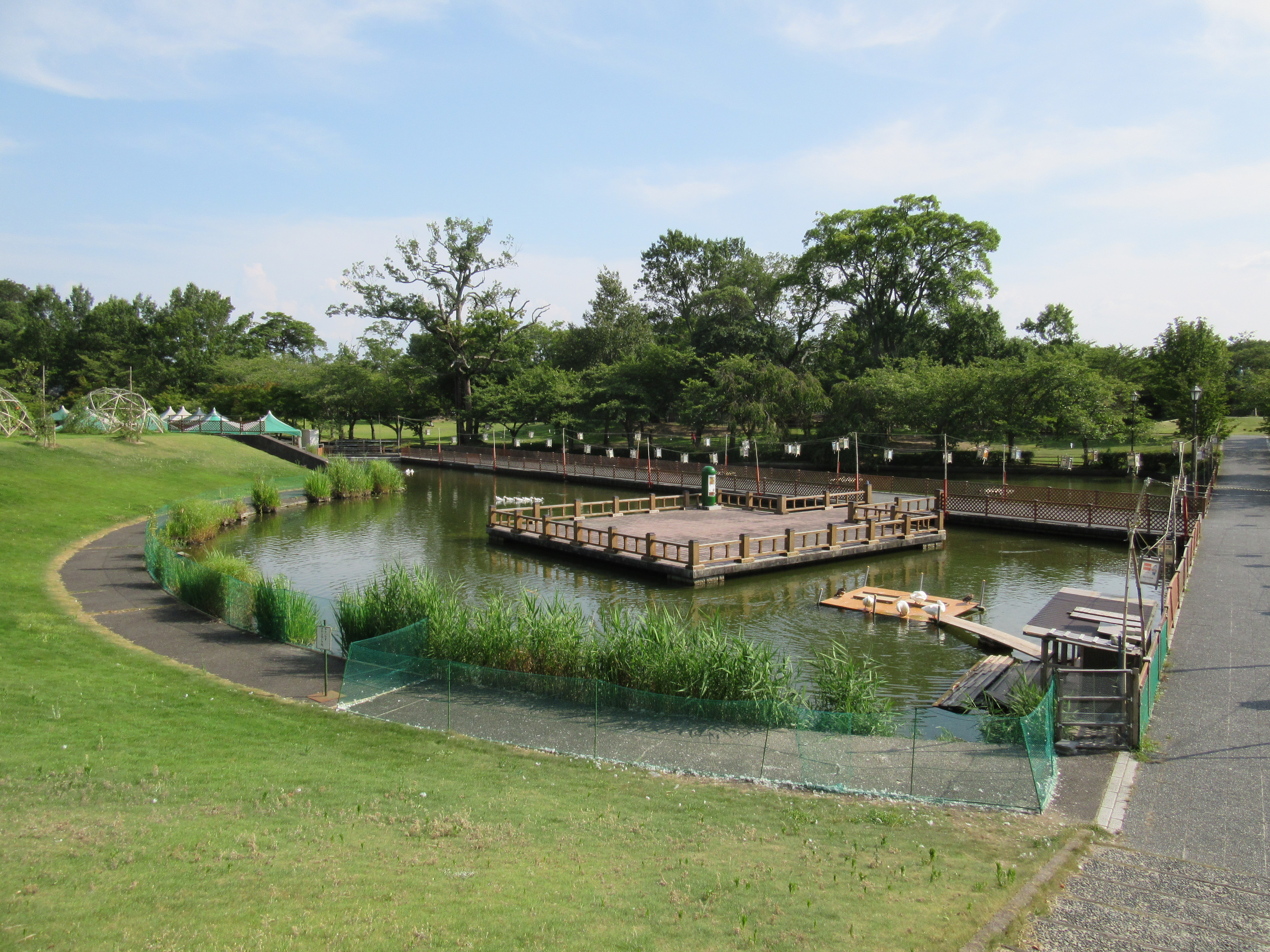
雪野山與妹背之里
- 鏡神社與御幸山
- 農林公園
- 鳴谷之清流

- 三井奧特萊斯購物城滋賀龍王
- 苗村神社
- 妹背之里

## 教育
轄內無高等教育學校，也沒有高中，僅有一所中學－町立龍王中學校以及兩所小學－町立龍王小學校、町立龍王西小學校。

## 姊妹、友好城市

### 海外
- 蘇聖瑪麗 (密西根州)（美國密西根州契皮瓦縣）
兩地於1974年締結為姊妹都市。

## 外部連結
- （日語） 龍王町觀光協會 （页面存档备份，存于）